# Raïon de Staroïe Chaïgovo
Le raïon de Staroïe Chaïgovo (en russe : Старошайго́вский райо́н, en erzya : Ташто Шайгабуе, Tašto Šajgabuje, en moksha : Сире Шяйгавонь аймак, Sire Šäjgavoń ajmak) est un raïon de la république de Mordovie, en Russie.

## Géographie
D'une superficie de 1 419,4 km2, le raïon de Staroïe Chaïgovo est situé dans les parties nord et centrale de la république de Mordovie 
Son centre administratif est Staroïe Chaïgovo.
Le raïon de Staroïe Chaïgovo borde l'oblast de Nijni Novgorod au nord, le raïon de Liambir à l'est, le raïon de Rouzaïevo au sud, le raïon de Kadochkino au sud-ouest et le raïon de Krasnoslobodsk à l'ouest.
Le territoire du raïon fait partie du bassin versant des bassins des rivières Mokcha et Soura.

## Économie
Le raïon de Staroïe Chaïgovo a une spécificité agricole prononcée.
Il est connu comme le berceau de l'eau minérale Brado, qui est distribuée en Mordovie et au-delà.

## Démographie
La population du raïon de Staroïe Chaïgovo a évolué comme suit:
| 1970   | 1979   | 1989   | 2002   | 2009   |
| ------ | ------ | ------ | ------ | ------ |
| 32 450 | 25 259 | 18 343 | 15 870 | 13 954 |

| 2011   | 2015   | 2020   | - | - |
| ------ | ------ | ------ | - | - |
| 13 986 | 12 727 | 11 281 | - | - |

## Culture
Le centre Starotherizmorsk de la culture nationale Moksha est devenu un patrimoine culturel de toute la Mordovie.

## Galerie

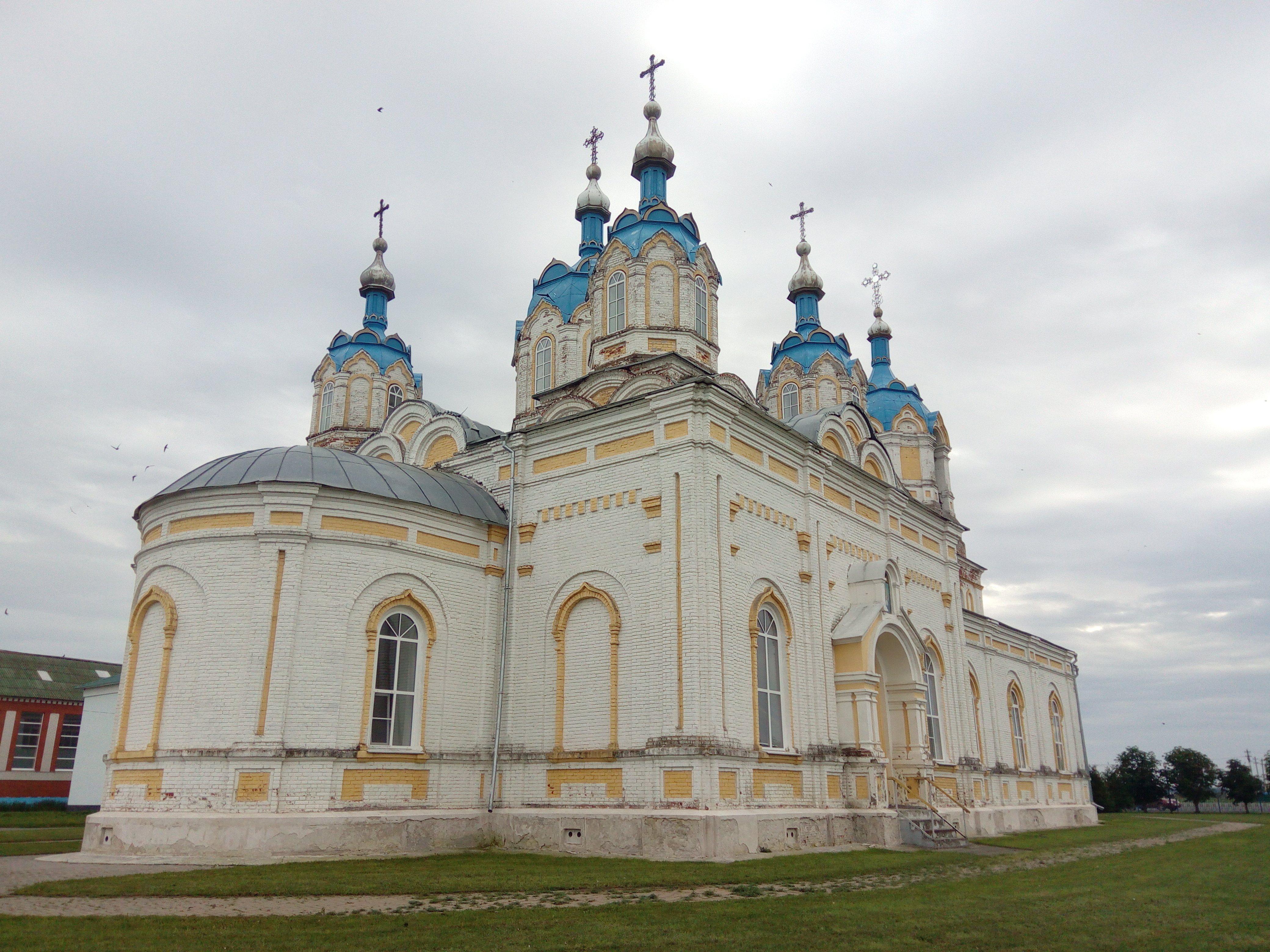
Église Saint-Nicolas.
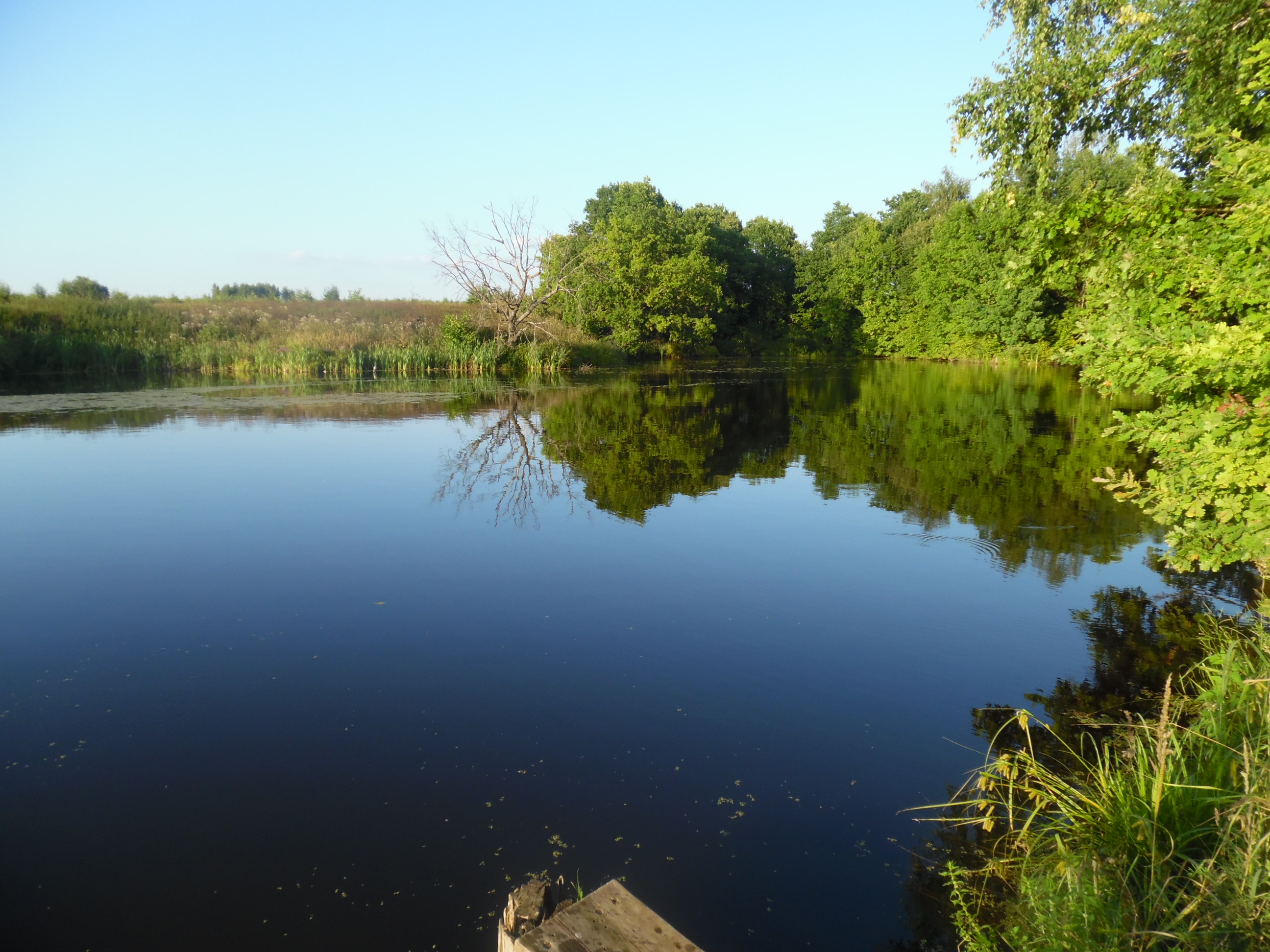
Étang dans le raïon de Staroïe Chaïgovo.
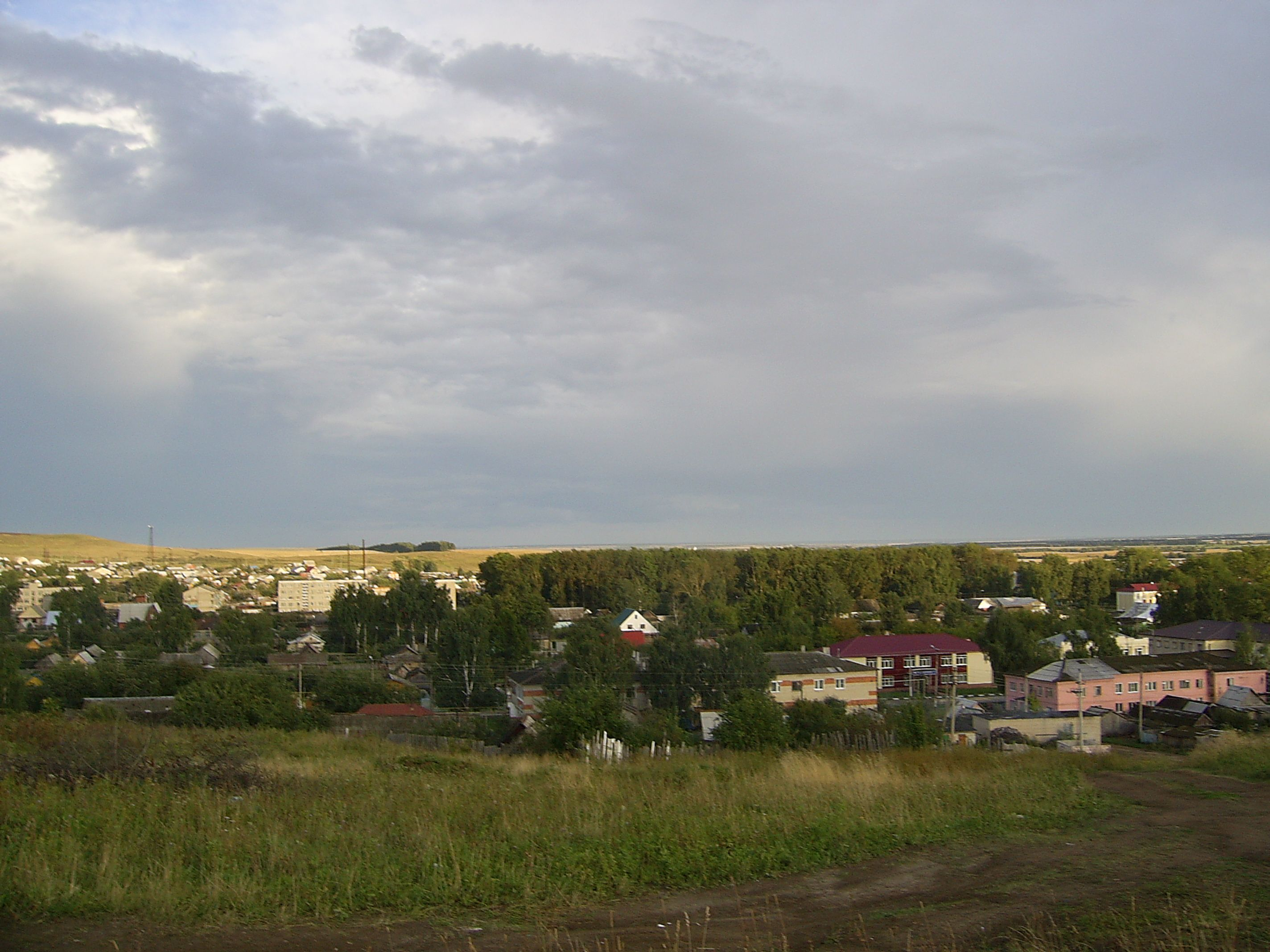
Staroïe Chaïgovo.